# أزهر علي
أزهر علي (19 فبراير 1985 بلاهور في باكستان - ) هو لاعب كريكت باكستاني. شارك مع منتخب باكستان للكريكت. أما مع النوادي، فقد لعب مع Balochistan cricket team ‏ وLahore Qalandars ‏ وLahore Eagles ‏ وLahore Lions ‏.

## وصلات خارجية
- أزهر علي على موقع إي آس بي آن كريك إنفو (الإنجليزية)